# José María Montealegre Fernández
José María Montealegre Fernández (San José, Provincia de Costa Rica, 19 de marzo de 1815 - San José, Estados Unidos, 26 de septiembre de 1887) fue un cirujano y político costarricense, y el 3.° Presidente de la República de Costa Rica. Fue Presidente Provisorio del 14 de agosto de 1859 al 29 de abril de 1860 y Presidente constitucional del 29 de abril de 1860 al 8 de mayo de 1863.

## Datos personales
Nació en San José, el 19 de marzo de 1815. Fue el hijo primogénito de Mariano Montealegre Bustamante y Gerónima Fernández Chacón. Su hermana fue Gerónima Montealegre Fernández, quien se casó con Bruno Carranza Ramírez, presidente provisional de Costa Rica.
Casó en primeras nupcias en San José en abril de 1840 con Ana María Mora Porras (1819-1854), hermana de los Presidentes Miguel y Juan Rafael Mora Porras. Hijos del matrimonio Montealegre Mora fueron Juan Gerardo, casado con Rafaela Mata Brenes, hija de Juan Rafael Mata Lafuente, canciller de Costa Rica en 1869 y 1876, Ana Benita, Ana Julia, Ana Sara (estas dos últimas fallecidas en la infancia), Rosa Ana María, Ricardo Montealegre Mora, Sara (casada con Rafael Gallegos Sáenz), José María, Manuel Ana (fallecido en la infancia), Manuel Joaquín, Dolores y Mercedes.
José María Montealegre Fernández se casó en segundas nupcias el 1 de enero de 1858 con Sofía Joy Redman. Los hijos de este matrimonio fueron Eduardo José Guillermo, Josefina y Carolina Sofía (fallecida en la infancia).

## Estudios
Cursó estudios en Londres y luego se marchó con su hermano Mariano para Aberdeen, Escocia, donde ambos terminaron los estudios de Humanidades en el Marischal College, que era como la secundaria de hoy en día. Durante los dos últimos años en Aberdeen ingresó Francisco, el hermano menor. Al graduarse en el Marischal en 1835, José María se marchó para Edimburgo, donde no estudió en la Universidad, sino que se preparó en academias privadas y se calificó como cirujano, que por entonces era una rama separada de la medicina en el Colegio de Cirujanos, en 1837.

## Actividades privadas

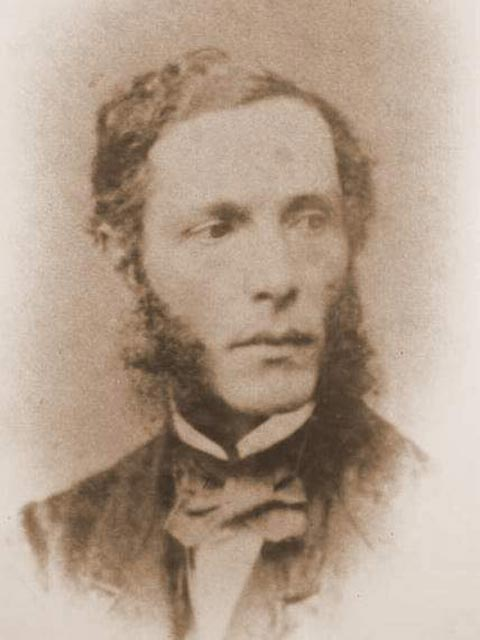
Fotografía del Presidente Motealegre

Durante mucho tiempo se mantuvo apartado de la política y se dedicó al cultivo y la exportación del café, y a la administración de una botica. También participó en el Banco Anglo-Costarricense, fundado en 1863, que durante muchos años fue el más exitoso de Costa Rica.
Se distinguió en el ejercicio de su profesión y fue el primer facultativo que utilizó en Costa Rica el cloroformo. Durante la epidemia del cólera (1856) prestó servicios en San José. Presidió el Protomedicato Nacional y para 1871 era considerado el mejor cirujano del país.

## Primera administración (1859-1860)
Llegó al poder debido a un golpe militar, pero pronto llamó a elecciones para una Asamblea Constituyente, que redactó la liberal Constitución de 1859. En su gabinete figuraron José Castro Madriz, Jesús Jiménez Zamora, Julián Volio Llorente, Aniceto Esquivel Sáenz, Juan José Ulloa y Vicente Aguilar Cubero.

## Segunda administración (1860-1863)
En las elecciones de abril de 1860 derrotó al candidato de los grupos moristas, Manuel Mora Fernández y fue elegido presidente constitucional para el período 1860-1863. Su administración estuvo ligada a la apertura al gran capital extranjero, pero aunque manchada de sangre por el fusilamiento del prócer Mora Porras, tuvo fama de ordenada en las finanzas, y de manejar los fondos públicos con escrupulosa pureza. Se estableció el sello postal, se pagaron muchos compromisos financieros derivados de la guerra contra los filibusteros de William Walker y se tomaron diversas medidas de progreso material.
En su gabinete figuraron Francisco Iglesias Llorente, Aniceto Esquivel Sáenz, Vicente Aguilar Cubero y Francisco Montealegre Fernández.

## Cargos posteriores
Después de su salida de la presidencia continuó teniendo una participación importante en la política costarricense. Fue senador por San José, presidente del Senado y miembro de la Asamblea Constituyente de 1869.

## Exilio voluntario y fallecimiento
Por disgustos con el gobierno del Presidente Tomás Guardia Gutiérrez, se retiró en 1872 con su familia a California y no regresó más a su país. Falleció en San José, Estados Unidos, el 26 de septiembre de 1887 a los 72 años de edad. Sus restos fueron repatriados en 1978.
El historiador costarricense Carlos Meléndez Chaverri publicó en 1968 una biografía suya, titulada Dr. José María Montealegre.
| Predecesor: Juan Rafael Mora 1849-1859 | 3.° Presidente de Costa Rica 1859-1863 | Sucesor: Jesús Jiménez Zamora 1863-1866 |